# Stenocercus aculeatus
Stenocercus aculeatus este o specie de șopârle din genul Stenocercus, familia Tropiduridae, descrisă de O’shaughnessy 1879. A fost clasificată de IUCN ca specie cu risc scăzut. Conform Catalogue of Life specia Stenocercus aculeatus nu are subspecii cunoscute.